# Mousson, Meurthe-et-Moselle
Mousson là một xã trong vùng hành chính Lorraine, thuộc tỉnh Meurthe-et-Moselle, quận Nancy, tổng Dieulouard. Tọa độ địa lý của xã là 48° 54' vĩ độ bắc, 06° 04' kinh độ đông. Mousson nằm trên độ cao trung bình là 326 mét trên mực nước biển, có điểm thấp nhất là 204 mét và điểm cao nhất là 380 mét. Xã có diện tích 5,73 km², dân số vào thời điểm 1999 là 143 người; mật độ dân số là 24 người/km².

## Thông tin nhân khẩu
| 1962 | 1968 | 1975 | 1982 | 1990 | 1999 |
| ---- | ---- | ---- | ---- | ---- | ---- |
| 164  | 173  | 136  | 162  | 144  | 143  |